# Самойлов, Александр Васильевич
Александр Васильевич Самойлов (1908—2002) — красноармеец Рабоче-крестьянской Красной Армии, участник Великой Отечественной войны, Герой Советского Союза (1946).

## Биография
Родился 14 июля 1908 года в деревне Протасьево Тамбовской губернии. После окончания начальной школы работал в колхозе.
В 1941 году призван на службу в РККА. С июля того же года — на фронтах Великой Отечественной войны. Был трижды ранен (январь и август 1943, июль 1944).
20 апреля 1945 года в боях при прорыве обороны противника в районе села Зебжидовице (Польша) первым ворвался в дом, из которого вёлся огонь из станковых пулемётов, уничтожил 2 огневые точки и пятерых гитлеровцев, ещё шестерых взял в плен. За это был награждён орденом Славы 3-й степени.
К 1 мая 1945 года красноармеец А. В. Самойлов был стрелком 1142-го стрелкового полка 340-й стрелковой дивизии 1-й гвардейской армии 4-го Украинского фронта. Отличился во время освобождения Чехословакии. 1 мая 1945 года в бою у города Фриштадт (Freistadt, ныне часть города Карвина в Чехии) заменил собой выбывшего из строя командира взвода и поднял товарищей в штыковую атаку и рукопашную схватку, отбросив противника.
Указом Президиума Верховного Совета СССР от 15 мая 1946 года удостоен звания Героя Советского Союза с вручением ордена Ленина и медали «Золотая Звезда» № 6307.
Был также награждён орденами Отечественной войны 1-й и 2-й степеней, орденом Славы 3-й степени и рядом медалей.
После окончания войны был демобилизован. Жил и работал в деревне Никитская Терновского района Воронежской области.
Умер 1 мая 2002 года, похоронен в с. Алешки Терновского района.